# Ekkehard Wachmann
Ekkehard Wachmann (* 20. Dezember 1937 in Reinbek; † 1. September 2023) war ein deutscher Entomologe, Hochschullehrer und Spezialist für Wanzen.

## Leben
Ekkehard Wachmann, Sohn von Wilhelmine Wachmann, geborene Steffen, und des Astronomen Arthur Arno Wachmann, studierte Zoologie, Botanik und Biochemie an der Universität Hamburg, der Christian-Albrechts-Universität zu Kiel und der Eberhard Karls Universität Tübingen. An der Tübinger Universität wurde er 1965 mit einer Dissertation über ein entwicklungsbiologisches Thema zum Dr. rer. nat. promoviert: „Untersuchungen zur Entwicklungsphysiologie des Komplexauges der Wachsmotte Galleria mellonella L.“ Dutzende seiner wissenschaftlichen Veröffentlichungen haben Insektenaugen zum Thema, wozu er eine Vielzahl mikroskopischer Arbeiten beisteuerte. Von 1965 bis 1967 war er Wissenschaftlicher Assistent am Zoologischen Institut in Freiburg im Breisgau, von 1967 bis 1971 war er an der Freien Universität Berlin Akademischer Rat, von 1971 bis 2003 dort Hochschullehrer.
Ekkehard Wachmann ist Autor einer Reihe von wissenschaftlichen und populärwissenschaftlichen Werken, darunter mehrere Naturführer zur mitteleuropäischen Insektenfauna. Sein Hauptwerk ist das gemeinsam mit Albert Melber und Jürgen Deckert geschriebene mehrbändige Standardwerk Wanzen, das im Kelterner Verlag Goecke & Evers erschien.
Im Jahr 2023 wurde er mit der Fabricius-Medaille der Deutschen Gesellschaft für allgemeine und angewandte Entomologie ausgezeichnet. Er verstarb am 1. September 2023.

## Veröffentlichungen (Auswahl)
- Untersuchungen zur Entwicklungsphysiologie des Komplexauges der Wachsmotte Galleria mellonella L., mit 19 Textabbildungen, Dissertation an der Universität Tübingen 1966 DNB 481479848.
- Wanzen beobachten – kennenlernen. Neumann-Neudamm, Melsungen 1989, ISBN 3-7888-0554-4.
- mit Reinhard Remane: Zikaden. Kennenlernen – beobachten. Naturbuch, Augsburg 1993, ISBN 3-89440-044-7.
- mit Ralph Platen und Dieter Barndt: Laufkäfer – Beobachtung, Lebensweise. Naturbuch, Augsburg 1995, ISBN 3-89440-125-7.
- mit Christoph Saure: Netzflügler, Schlamm- und Kamelhalsfliegen. Naturbuch, Augsburg 1997, ISBN 3-89440-222-9.
- mit Georg Möller und Reiner Grube: Der Fauna Käferführer. Band 1: Käfer in und am Wald. Fauna Verlag, Nottuln 2006, ISBN 3-935980-25-6.

- mit Albert Melber und Jürgen Deckert: Wanzen. Band 1: Dipsocoromorpha, Nepomorpha, Gerromorpha, Leptopodomorpha, Cimicomorpha, Tingidae, Anthocoridae, Cimicidae, Reduviidae. Goecke & Evers, Keltern 2006, ISBN 3-931374-49-1.
- mit Albert Melber und Jürgen Deckert: Wanzen. Band 2: Cimicomorpha. Microphysidae, Miridae. Goecke & Evers, Keltern 2004, ISBN 3-931374-57-2.
- mit Albert Melber und Jürgen Deckert: Wanzen. Band 3: Pentatomomorpha. Teil I: Aradidae, Lygaeidae, Piesmatidae, Berytidae, Pyrrhocoridae, Alydidae, Coreidae, Rhopalidae, Stenocephalidae. Goecke & Evers, Keltern 2007, ISBN 978-3-937783-29-1.
- mit Albert Melber und Jürgen Deckert: Wanzen. Band 4: Pentatomomorpha. Teil II: Pentatomoidea. Cydnidae, Thyreocoridae, Plataspidae, Acanthosomatidae, Scutelleridae, Pentatomidae. Goecke & Evers, Keltern 2008, ISBN 978-3-937783-36-9.
- mit Albert Melber und Jürgen Deckert: Wanzen. Band 5: Supplementband: Dipsocoromorpha, Nepomorpha, Gerromorpha, Leptopodomorpha, Cimicomorpha und Pentatomomorpha. Goecke & Evers, Keltern 2012, ISBN 978-3-937783-58-1.

- mit Bernhard Klausnitzer, Ulrich Klausnitzer und Zdeněk Hromádko: Die Bockkäfer Mitteleuropas. VerlagsKG Wolf, Magdeburg 2018, ISBN 978-3-89432-474-2.
- mit Jürgen Deckert: Die Wanzen Deutschlands. Quelle & Meyer, Wiebelsheim 2020, ISBN 978-3-494-01636-8.